# AOL OpenRide
AOL OpenRide es una aplicación de Internet hecha por AOL que combina correo electrónico, mensajería instantánea, un navegador de internet y un reproductor multimedia en una ventana. Cualquiera puede descargarlo gratuitamente, pero para usar el correo electrónico es necesario iniciar sesión con una cuenta de AOL o AIM.
El correo electrónico no está limitado a "AOL email", los usuarios también pueden agregar cuentas de correo electrónico de otros proveedores. El navegador utiliza Internet Explorer, pero tiene navegación por pestañas y otras características.
Actualmente, la oficina de programas en fase de desarrollo o programas "Beta" supervisa su desarrollo, de la misma forma que con AOL 9.0 VR, la versión de AOL que se ha dicho es la única que podrá funcionar en Windows Vista.
El Protector de Pantalla AwayView está actualmente en la Central de Betas de AOL y se ha dicho que sería incluida en una versión especial de AOL OpenRide, conocida como AOL OpenRide con AwayView.